# 福富 (和気町)
福富（ふくとみ）は、岡山県和気町の大字である。旧本荘町に位置する。

## 学区

### 小学校
- 和気町立本荘小学校

### 中学校
- 和気町立和気中学校

## 地理

### 河川
- 吉井川
- 金剛川
- 初瀬川

## 施設

### 交通

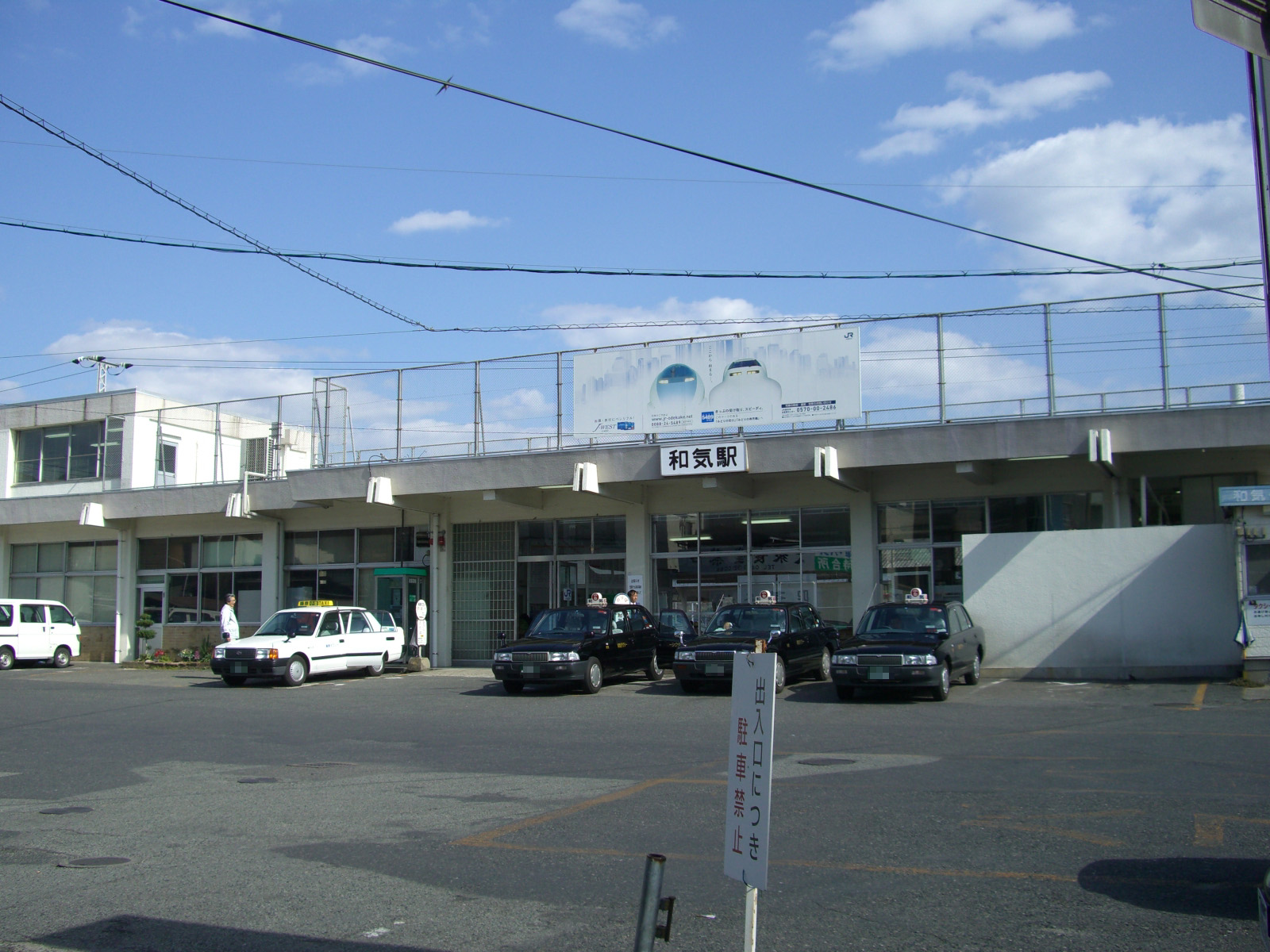
和気駅

- JR和気駅
- 国道374号（国道484号と重複）
- 岡山県道395号和気熊山線
- 岡山県道181号和気停車場線

### 施設

#### 国
- 和気労働基準監督署[1]

#### 町
- 和気町体育館[2]
- 和気浄化センター

#### 銀行
- 中国銀行 和気支店[3]

#### 警察
- 和気交番

### 商業

#### ショッピングモール
- イオンタウン和気
- サンモール

#### スーパーマーケット

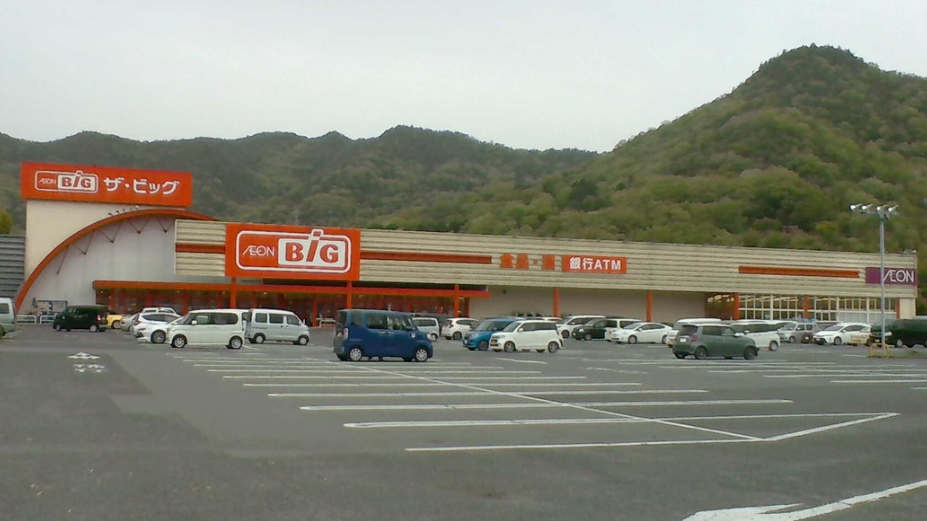
ザ・ビッグ和気店

- ザ・ビッグ和気店

#### ドラッグストア
※出典
- ザグザグ和気店
- ゴダイドラッグ和気店
- ゴダイ薬局和気店

#### その他
- ファッションセンターしまむら和気店